# Гагаифомауга

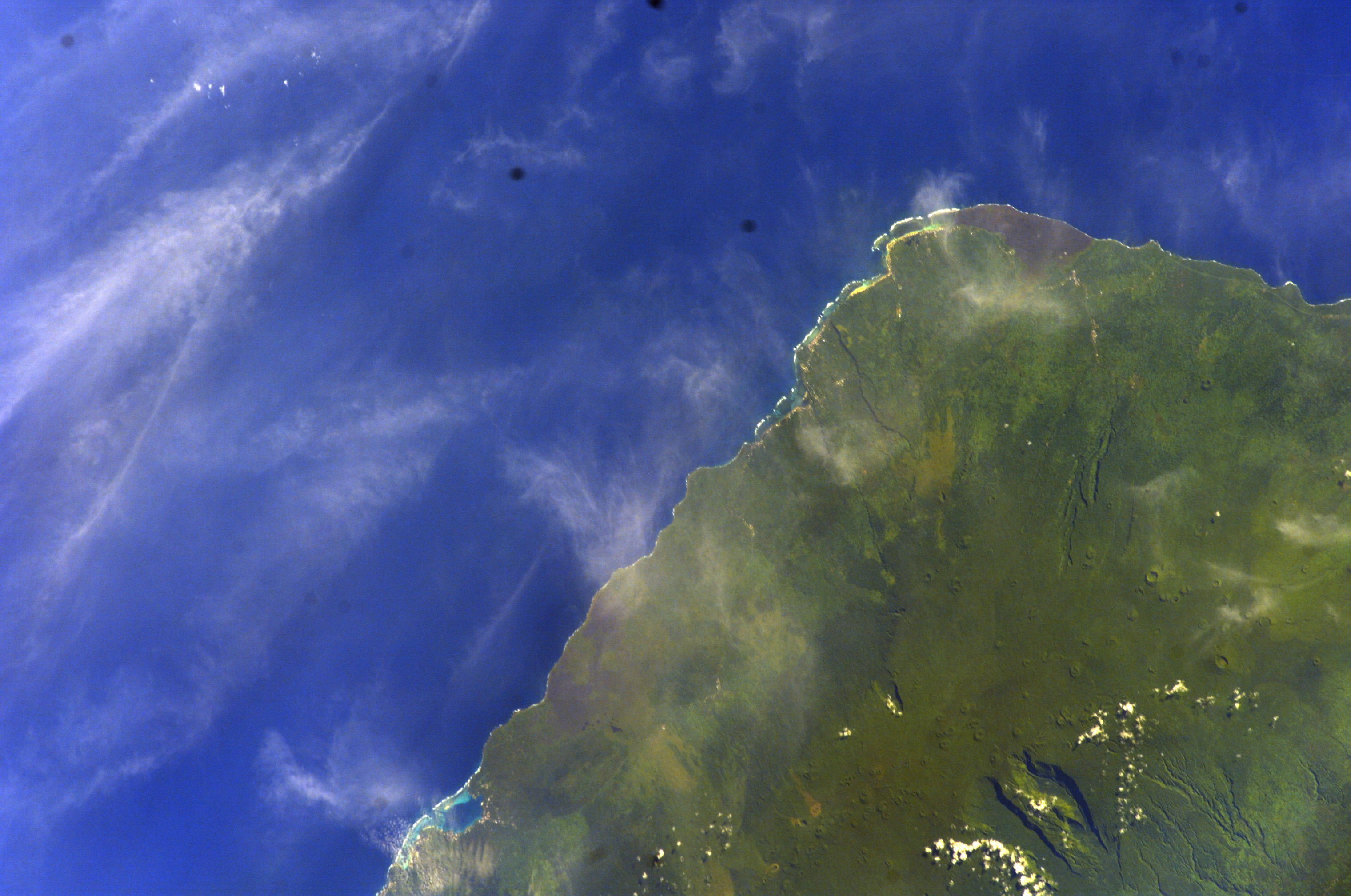
Округи Гагаифомауга и Гагаэмауга из космоса, снимок NASA

Гагаифомауга (самоан. Gaga'ifomauga) — административный округ Самоа, расположен на севере острова Савайи. Площадь округа — 365 км². Население по переписи населения 2011 года — 5035 жителей.
Административный центр — Аопо.
В округе расположена гора Силисили (1858 метров) — высшая точка государства Самоа, архипелага Самоа, а также она занимает четвёртую строчку в списке высших точек всех островов Тихого океана, входящих в часть света Океания, без учёта Папуа — Новой Гвинеи и Новой Зеландии. Реки: Вайпоули, Малиолио.